# Municipio de Cuauhtémoc (Zacatecas)
El municipio de Cuauhtémoc (del náhuatl: cuautlitémoc ‘águila que cae’) es uno de los 58 municipios del estado mexicano de Zacatecas. Recibió este nombre el 29 de diciembre de 1959 en honor al último emperador azteca Cuauhtémoc, cuyos restos fueron descubiertos por la arqueóloga Eulalia Guzmán, nacida en este municipio. Es el lugar de origen del exgobernador José Rodríguez Elías. Y en lo que hoy es la biblioteca municipal falleció Francisco García Salinas, político que impulsó el reparto de tierras, el desarrollo de la industria y la escolarización. Su cabecera es la localidad de San Pedro Piedra Gorda.

## Geografía

### Localización
Se encuentra en la región centro-sur del estado, dentro de la región de los valles. Localizado a 22° 27” latitud norte y 102° 21” longitud oeste. Con una superficie territorial de 325.204 km², representan el 0.43 % de la superficie total del estado. Colinda al norte con el municipios de Ojocaliente, al oriente con Luis Moya, al occidente con Genaro Codina y al sur con los municipios de Cosío y Rincón de Romos, pertenecientes al estado de Aguascalientes.
Está integrado por un total de 20 localidades, 5 comunidades y su cabecera municipal, San Pedro Piedra Gorda, que se encuentra localizada a un costado de la carretera panamericana. A 57 km al sureste de la capital del estado (Zacatecas) y a 67 km al norte de la ciudad de Aguascalientes. En su territorio inicia la autopista de peaje Osiris-Cuauhtémoc que comunica a las ciudades de Aguascalientes y Zacatecas.

## Demografía

### Población
Según el censo de 2020 del INEGI, la población total del municipio es de 13 466 personas, de las cuales 6548 son hombres y 6918 Representa el 0.83 % de la población total del estado y tiene una densidad poblacional de 36.64 habitantes por kilómetro cuadrado.

### División municipal
Está integrado por 20 localidades, 5 comunidades y su cabecera municipal. Los principales poblados y el número de habitantes en 2010 son las siguientes:
| Poblado                                   | Habitantes | Porcentaje de la población municipal |
| San Pedro Piedra Gorda                    | 8,297      | 69.63%                               |
| Rancho Nuevo                              | 1,460      | 12.25%                               |
| Piedra Gorda                              | 1,007      | 8.45%                                |
| Colonia Río Verde                         | 509        | 4.27%                                |
| Felipe Berriozábal (Estación Berriozábal) | 464        | 3.89%                                |
| San Miguel de la Presa                    | 53         | 0.46%                                |
| Otras comunidades                         | 125        | 1.05%                                |
| Total                                     | 11,915     | 100%                                 |

## Política
El gobierno del municipio le corresponde, como en todos los municipios de México, al ayuntamiento, estando éste conformado por el presidente Municipal, un síndico y el cabildo compuesto por doce regidores, siendo ocho electos por mayoría y cuatro por el principio de representación proporcional; el ayuntamiento es electo mediante voto universal, directo y secreto para un periodo gubernamental de tres años no renovables para el periodo inmediato pero sí de manera no consecutiva, todo entran a ejercer su cargo el día 15 de septiembre del año de la elección.

### Subdivisión administrativa
El municipio se divide en cinco delegaciones municipales, cuyos titulares son electos mediante voto directo y universal en las localidades donde tienen sede.

### Representación legislativa
Para la elección de Diputados al Congreso de Zacatecas y al Congreso de la Unión, el municipio de Cuauhtémoc se encuentra integrado en los siguientes distritos electorales:
Local:
- VI Distrito Electoral Local de Zacatecas.

Federal:
- II Distrito Electoral Federal de Zacatecas con cabecera en la ciudad de Jerez de García Salinas.[14]

### Presidentes municipales
| Presidente                            | Periodo    | Partido Politico |
| José García                           | 1940-1941  |                  |
| Dagoberto Estebanez Prieto            | 1942-1943  |                  |
| J. Guadalupe Gutiérrez Reza           | 1944-1946  |                  |
| Alfonso Estebanez Prieto              | 1947-1949  |                  |
| José Herrera Esquivel                 | 1950-1951  | .                |
| J. Félix Velázquez                    | 1952-1953  |                  |
| Agustín García Sagredo                | 1953-1954  |                  |
| Jesús Herrera Saucedo                 | 1954-1955  |                  |
| J. Guadalupe Gutiérrez Reza           | 1955-1956  |                  |
| J. Félix Velázquez                    | 1956-1957  |                  |
| Manuel Hernández Sánchez              | 1957-1958  |                  |
| J. Natividad Sánchez Torres           | 1959-1960  |                  |
| Abel Guzmán Elías                     | 1961-1962  |                  |
| Ramón Elías Esquivel                  | 1962-1963  |                  |
| Agustín Rivas Hüitrón                 | 1963-1964  |                  |
| Agustín García Sagredo                | 1965-1967  |                  |
| Pedro Herrera Delgado                 | 1968-1968  |                  |
| Roberto Quintero Morales              | 1968-1970  |                  |
| Leodegario Noriega Gaytán             | 1971-1973  |                  |
| Abel Ortega Quiñones                  | 1974-1976  |                  |
| Profr. Jesús Cervantes García         | 1977-1979  |                  |
| Rubén Herrera Saucedo                 | 1980-1982  |                  |
| Leodegario Noriega Gaytán             | 1983-1985  |                  |
| Lic. Ernesto Herrera Herrera          | 1986-1988  |                  |
| M.V.Z. Rubén Rodríguez Elías Acevedo. | 1989-1993  |                  |
| Marcial Montoya Pizaña                | 1993-1994  |                  |
| Juan Antonio Sánchez Martínez.        | 1994-1995  |                  |
| L.A.E. José Manuel Rdgz. Carreón.     | 1995-1998  |                  |
| Sergio Sáenz García                   | 1998-2001  |                  |
| Ing. Ramón Elías Esquivel             | 2001- 2004 |                  |
| Ing. Ángel Ruiz Zapata                | 2004-2007  |                  |
| José Rodríguez Elías Acevedo          | 2007-2010  |                  |
| Eleazar Esparza González              | 2010-2013  |                  |
| Alfonso Alberto Zamarripa Sandoval    | 2013-2016  |                  |
| Juan José Álvarez Martínez            | 2016-2021  |                  |
| Francisco Javier Arcos Ruiz           | 2021-2024  |                  |